# Eleições estaduais na Bahia em 1998
As eleições estaduais na Bahia em 1998 ocorreram em 4 de outubro simultaneamente às eleições gerais no Distrito Federal e em 26 estados brasileiros. Foram eleitos o governador César Borges, o vice-governador Otto Alencar e o senador Paulo Souto, ambos do PFL, detentor das maiores bancadas entre os 39 deputados federais e 63 deputados estaduais eleitos. Conforme a Constituição, o vencedor assumiria à 1º de janeiro de 1999 para um mandato de quatro anos.
Engenheiro civil formado em 1971 pela Universidade Federal da Bahia, César Borges trabalhou em empresas privadas e lecionou na referida universidade até assumir a Junta Comercial da Bahia no governo João Durval Carneiro. Levado à chefia de gabinete da Secretaria de Indústria e Comércio, estreou na política via PFL ao ser eleito deputado estadual em 1986 e 1990. Secretário de Recursos Hídricos no terceiro governo Antônio Carlos Magalhães, foi vice-governador da Bahia na chapa de Paulo Souto em 1994 e chegou ao poder quando o titular renunciou para concorrer ao Senado Federal.
O novo vice-governador é Otto Alencar. Médico nascido em Ruy Barbosa e formado na Universidade Federal da Bahia, foi eleito deputado estadual em 1986, 1990 e 1994.
Baiano de Caetité, Paulo Souto obteve a vaga para senador. Formado em Geologia na Universidade Federal da Bahia com Doutorado na Universidade de São Paulo, viveu entre Ilhéus e Salvador ora como radialista, ora como empregado na lavoura cacaueira. Secretário de Minas e Energia no segundo governo de Antônio Carlos Magalhães e no governo de João Durval Carneiro, foi nomeado pelo presidente José Sarney para dirigir a Superintendência de Desenvolvimento do Nordeste em 1987. Eleito vice-governador na chapa de Antônio Carlos Magalhães em 1990, ocupou a Secretaria de Indústria e Comércio. Em 1994 renunciou ao cargo e ao mandato e foi eleito governador da Bahia pelo PFL.

## Candidatos ao governo
| Nº | Governador (a) | Governador (a)                                  | Governador (a) | Governador (a) | Vice-governador | Vice-governador | Vice-governador                               | Vice-governador | Vice-governador | Coligação Partido(s)                                                   | Ref.        |
| Nº | Candidato(a)   | Candidato(a)                                    | Partido        | Cargos relevantes | Candidato(a)    | Candidato(a)    | Candidato(a)                                  | Partido         | Cargos relevantes | Coligação Partido(s)                                                   | Ref.        |
| -- | -------------- | ----------------------------------------------- | -------------- | --- | --------------- | --------------- | --------------------------------------------- | --------------- | --- | ---------------------------------------------------------------------- | ----------- |
| 12 |                | João Durval João Durval Carneiro                | PDT            | - Deputado Federal pela Bahia (1975-1983); - Prefeito de Feira de Santana (1967-1971, 1993-1994); - Governador da Bahia (1983-1987) |                 |                 | Celso Dourado Celso Loula Dourado             | PSB             | - Deputado Federal pela Bahia (1987-1991) | Bahia Unida pelo Povo (PDT, PSB, PSDB, PPS, PV, PMN, PRP, PRTB, PSN)   | [ 5 ]       |
| 13 |                | Zezéu Ribeiro José Eduardo Vieira Zezéu Ribeiro | PT             | - Vereador de Salvador (1993-1998)                                                                                                  |                 |                 | Everaldo Farias Everaldo Anunciação Farias    | PT              | | Frente Popular Dois de Julho (PT, PCdoB, PCB, PAN)                     | [ 6 ]       |
| 25 |                | César Borges César Augusto Rabello Borges       | PFL            | - Vice-governador da Bahia (1995-1998) - Governador da Bahia (1998)                                                                 |                 |                 | Otto Alencar Otto Roberto Mendonça de Alencar | PL              | - Deputado Estadual pela Bahia (1987-1999); - Secretário Estadual de Saúde da Bahia (1991-1994); - Presidente da Assembleia Legislativa da Bahia (1995-1997); | Luís Eduardo Magalhães (PFL, PL, PMDB, PPB, PTB, PSC, PRN, PST, PTdoB) | [ 6 ] [ 7 ] |
| 56 |                | Delma Gama Delma Gama E Narici                  | PRONA          | |                 |                 | Leonardo Queiroz                              | PRONA           | | Sem Coligação                                                          |             |

### Pré-candidaturas
| Nº | Governador   | Governador                                          | Governador | Governador | Vice-governador (a) | Vice-governador (a) | Vice-governador (a)                       | Vice-governador (a) | Vice-governador (a)                                                 |
| Nº | Candidato(a) | Candidato(a)                                        | Partido    | Cargos relevantes | Candidato(a)        | Candidato(a)        | Candidato(a)                              | Partido             | Cargos relevantes                                                   |
| -- | ------------ | --------------------------------------------------- | ---------- | --- | ------------------- | ------------------- | ----------------------------------------- | ------------------- | ------------------------------------------------------------------- |
| 13 |              | Waldir Pires Francisco Waldir Pires de Souza        | PT         | - Deputado Federal pela Bahia (1959-1963) (1991-1995) - Ministro da Previdência Social do Brasil (1985-1986); - Governador da Bahia (1987-1989)                                                                 |                     |                     |                                           |                     |                                                                     |
| 25 |              | Luís Eduardo Magalhães Luís Eduardo Maron Magalhães | PFL        | - Deputado Estadual pela Bahia (1979-1987); - Presidente da Assembleia Legislativa da Bahia (1983-1985); - Deputado Federal pela Bahia (1987-1998); - Presidente da Câmara dos Deputados do Brasil (1995-1997). |                     |                     | César Borges César Augusto Rabello Borges | PFL                 | - Vice-governador da Bahia (1995-1998) - Governador da Bahia (1998) |
| 40 |              | Beto Lelis Adalberto Lelis Filho                    | PSB        | - Deputado Federal pela Bahia (1995-1997) - Prefeito de Irecê (1997-1998) |                     |                     |                                           |                     |                                                                     |
| 45 |              | Murilo Leite Arnaldo Murilo Nogueira Leite          | PSDB       | - Vereador de Salvador (1977-1983) - Deputado Estadual pela Bahia (1983-1987) |                     |                     |                                           |                     |                                                                     |

- Beto Lelis (PSB): O então prefeito da cidade de Irecê e ex-deputado federal, Adalberto Lelis Filho, membro do PSB baiano desistiu de sua pré-candidatura a governador da Bahia alegando falta de apoio da frente de esquerda do estado. Após a desistência de Beto Lelis o Partido Socialista Brasileiro decidiu apoiar a candidatura do ex-governador João Durval Carneiro, candidato do PDT, indicando Celso Dourado como vice da chapa.[8]
- Luís Eduardo Magalhães (PFL): Considerado como o sucessor legítimo de seu pai, o então senador eleito em 1994, Antônio Carlos Magalhães, Luís Eduardo Maron Magalhães foi escolhido como candidato governista por ele e pelo grupo do PFL baiano para disputar o cargo de governador em 1998[8], entretanto, em 21 de abril de 1998 faleceu em Brasília em decorrência de um enfarte agudo do miocárdio[9], fazendo com que o então governador, César Borges, que foi eleito como vice em 1994 e assumiu o lugar de Paulo Souto após a renúncia para candidatar-se ao senado, e novamente escolhido para ser vice de Luís Eduardo assumisse a liderança da chapa, apoiado por ACM.[10] E para vice, foi escolhido o então Deputado Estadual Otto Alencar, do Partido Liberal.
- Murilo Leite (PSDB): O Partido da Social Democracia Brasileira chegou a lançar a pré-candidatura do ex-Deputado Estadual e ex-vereador de Salvador Murilo Leite, entretanto o partido passou a aderir a candidatura de João Durval Carneiro e Leite passou a ser candidato ao Senado Federal , pelo PSDB representando a coligação encabeçada pelo PDT.[7]

- Waldir Pires (PT): O ex-governador da Bahia Waldir Pires, do Partido dos Trabalhadores[11] chegou a anunciar sua pré-candidatura ao cargo de governador em 1998[6], entretanto a renunciou alegando de que seu nome não conseguiu unir os partidos de esquerda, se candidatando posteriormente a reeleição de deputado federal e alcançando a vitória.[8][12]

### 1.º Turno
| Instituto                     | Ref.          | Fonte: Se a eleição para governador da Bahia fosse hoje e os candidatos fossem estes...em quem você votaria? | Fonte: Se a eleição para governador da Bahia fosse hoje e os candidatos fossem estes...em quem você votaria? | Fonte: Se a eleição para governador da Bahia fosse hoje e os candidatos fossem estes...em quem você votaria? | Fonte: Se a eleição para governador da Bahia fosse hoje e os candidatos fossem estes...em quem você votaria? | Fonte: Se a eleição para governador da Bahia fosse hoje e os candidatos fossem estes...em quem você votaria? | Fonte: Se a eleição para governador da Bahia fosse hoje e os candidatos fossem estes...em quem você votaria? | Fonte: Se a eleição para governador da Bahia fosse hoje e os candidatos fossem estes...em quem você votaria? | Fonte: Se a eleição para governador da Bahia fosse hoje e os candidatos fossem estes...em quem você votaria? |     |     |    |    |     |    |
| Instituto                     | Ref.          | Data(s) conduzidas                                                                                           | Amostragem                                                                                                   | Borges (PFL)                                                                                                 | Carneiro (PDT)                                                                                               | Ribeiro (PT)                                                                                                 | Gama (PRONA)                                                                                                 | Sem Candidato                                                                                                | Vantagem |     |     |    |    |     |    |
| ----------------------------- | ------------- | --- | --- | --- | --- | --- | --- | --- | --- | --- | --- | -- | -- | --- | -- |
| Instituto                     | Ref.          | Data(s) conduzidas                                                                                           | Amostragem                                                                                                   | Datafolha | [ 13 ] | 8 e 9 de junho de 1998                                                                                       | Não Apresenta                                                                                                | Sem Candidato                                                                                                | Vantagem | 35% | 29% | 5% | 2% | 27% | 6% |
| 14 de agosto de 1998          | Não Apresenta | 45% | 24% | Datafolha | [ 13 ] | 6% | 2% | 23% | 21% |     |     |    |    |     |    |
| 1 e 2 de setembro de 1998     | Não Apresenta | 52% | 24% | Datafolha | [ 13 ] | 5% | 1% | 17% | 28% |     |     |    |    |     |    |
| 17 de setembro de 1998        | Não Apresenta | 56% | 18% | Datafolha | [ 13 ] | 6% | 2% | 19% | 38% |     |     |    |    |     |    |
| 24 de setembro de 1998        | Não Apresenta | 53% | 16% | Datafolha | [ 13 ] | 7% | 2% | 23% | 37% |     |     |    |    |     |    |
| 2 de outubro de 1998          | Não Apresenta | 56% | 15% | Datafolha | [ 13 ] | 7% | 1% | 21% | 41% |     |     |    |    |     |    |
| Boca de Urna (Dia da Eleição) | Não Apresenta | 59% | 12% | Datafolha | [ 13 ] | 9% | 1% | 19% | 47% |     |     |    |    |     |    |

### Resultado
Segundo o Tribunal Superior Eleitoral foram apurados 3.459.701 votos nominais.
| Candidato (a)              | Vice                     | 1.º turno 4 de outubro de 1998 | 1.º turno 4 de outubro de 1998 |
| Candidato (a)              | Vice                     | Votação                        | Votação                        |
| Candidato (a)              | Vice                     | Total                          | %                              |
| -------------------------- | ------------------------ | ------------------------------ | ------------------------------ |
| César Borges (PFL)         | Otto Alencar (PL)        | 2.418.620                      | 69,91%                         |
| Zezéu Ribeiro (PT)         | Everaldo Farias (PT)     | 524.793                        | 15,17%                         |
| João Durval Carneiro (PDT) | Celso Dourado (PSB)      | 443.028                        | 12,80%                         |
| Delma Gama (PRONA)         | Leonardo Queiroz (PRONA) | 73.260                         | 2,12%                          |
| Total de votos válidos     | Total de votos válidos   | 3.459.701                      | 43,62%                         |
| → Votos em branco          | → Votos em branco        | 1.419.177                      | 41,02%                         |
| → Votos nulos              | → Votos nulos            | 527.544                        | 15,25%                         |
| Total                      | Total                    | 5.406.422                      | 68,16%                         |
| Abstenções                 | Abstenções               | 2.525.806                      | 31,84%                         |
| Total de inscritos         | Total de inscritos       | 7.932.228                      | 100%                           |

## Candidatos ao Senado
A eleição para o cargo de senador pela Bahia em 1998 representava a disputa de 1/3 da representação do estado no Senado Federal do Brasil, para um mandato de 8 anos. O então senador titular da vaga era Josaphat Marinho, do Partido da Frente Liberal, eleito em 1990 com 1.179.585 votos, que representavam 49,07% do eleitorado total do estado.
O senador eleito no referido pleito foi o geólogo Paulo Ganem Souto, candidato da coligação Luís Eduardo Magalhães e ex-governador do estado, tendo renunciado a chefia do Centro Administrativo da Bahia para qual fora eleito em 1994 para um mandato de 4 anos em 4 de abril do ano de 1998, em função do prazo exigido pela justiça eleitoral para candidatos que exercem cargos públicos remunerados se compatibilizarem dos mesmos, antes da realização da eleição.
Paulo Souto recebeu 2.581.903 votos no dia 4 de outubro de 1998, quantia que representou 73,24% dos votos válidos da eleição.
| Nº | Senador   | Senador                                    | Senador | Senador                                                                       | Suplentes                                                         | Coligação Partido(s)                                                   | Ref.         |
| Nº | Candidato | Candidato                                  | Partido | Cargos relevantes                                                             | Suplentes                                                         | Coligação Partido(s)                                                   | Ref.         |
| -- | --------- | ------------------------------------------ | ------- | ----------------------------------------------------------------------------- | ----------------------------------------------------------------- | ---------------------------------------------------------------------- | ------------ |
| 25 |           | Paulo Souto Paulo Ganem Souto              | PFL     | - Vice-governador da Bahia (1991-1994) - Governador da Bahia (1995-1998)      | Rodolfo Tourinho PFL Francisco de Carvalho PFL                    | Luís Eduardo Magalhães (PFL, PL, PMDB, PPB, PTB, PSC, PRN, PST, PTdoB) | [ 15 ] [ 8 ] |
| 45 |           | Murilo Leite Arnaldo Murilo Nogueira Leite | PSDB    | - Vereador de Salvador (1977-1983) - Deputado Estadual pela Bahia (1983-1987) | Edson Luís Lélis Costa PSDB Alberico da Costa Brito PSDB          | Bahia Unida pelo Povo (PDT, PSB, PSDB, PPS, PV, PMN, PRP, PRTB, PSN)   |              |
| 56 |           | Narciso Santos Narciso Pereira dos Santos  | PRONA   |                                                                               | Antônio Fernando de Souza PRONA Waldemar Rodrigues da Silva PRONA | Sem Coligação                                                          | [ 16 ]       |
| 65 |           | Daniel Almeida Daniel Gomes de Almeida     | PCdoB   | - Vereador de Salvador (1989-1998)                                            | Epaminondas Mendes PAN Dirceu Régis Ribeiro PCB                   | Frente Popular Dois de Julho (PT, PCdoB, PCB, PAN)                     | [ 17 ]       |

### Pesquisas Eleitorais
| Instituto                     | Ref.          | Fonte: Se a eleição para Senador da Bahia fosse hoje e os candidatos fossem estes...em quem você votaria? | Fonte: Se a eleição para Senador da Bahia fosse hoje e os candidatos fossem estes...em quem você votaria? | Fonte: Se a eleição para Senador da Bahia fosse hoje e os candidatos fossem estes...em quem você votaria? | Fonte: Se a eleição para Senador da Bahia fosse hoje e os candidatos fossem estes...em quem você votaria? | Fonte: Se a eleição para Senador da Bahia fosse hoje e os candidatos fossem estes...em quem você votaria? | Fonte: Se a eleição para Senador da Bahia fosse hoje e os candidatos fossem estes...em quem você votaria? | Fonte: Se a eleição para Senador da Bahia fosse hoje e os candidatos fossem estes...em quem você votaria? | Fonte: Se a eleição para Senador da Bahia fosse hoje e os candidatos fossem estes...em quem você votaria? |     |    |    |    |     |     |
| Instituto                     | Ref.          | Data(s) conduzidas                                                                                        | Amostragem                                                                                                | Souto (PFL)                                                                                               | Almeida (PCdoB)                                                                                           | Leite (PSDB)                                                                                              | Santos (PRONA)                                                                                            | Sem Candidato                                                                                             | Vantagem                                                                                                  |     |    |    |    |     |     |
| ----------------------------- | ------------- | --- | --- | --- | --- | --- | --- | --- | --- | --- | -- | -- | -- | --- | --- |
| Instituto                     | Ref.          | Data(s) conduzidas                                                                                        | Amostragem                                                                                                | Datafolha                                                                                                 | [ 13 ] | 14 de agosto de 1998                                                                                      | Não Apresenta                                                                                             | Sem Candidato                                                                                             | Vantagem                                                                                                  | 66% | 4% | 4% | 2% | 25% | 62% |
| 1 e 2 de setembro de 1998     | Não Apresenta | 69% | 5% | Datafolha                                                                                                 | [ 13 ] | 4% | 1% | 21% | 64% |     |    |    |    |     |     |
| 17 de setembro de 1998        | Não Apresenta | 68% | 6% | Datafolha                                                                                                 | [ 13 ] | 4% | 1% | 21% | 62% |     |    |    |    |     |     |
| 24 de setembro de 1998        | Não Apresenta | 60% | 8% | Datafolha                                                                                                 | [ 13 ] | 4% | 1% | 25% | 52% |     |    |    |    |     |     |
| 2 de outubro de 1998          | Não Apresenta | 63% | 9% | Datafolha                                                                                                 | [ 13 ] | 4% | 0% | 24% | 54% |     |    |    |    |     |     |
| Boca de Urna (Dia da Eleição) | Não Apresenta | 60% | 12% | Datafolha                                                                                                 | [ 13 ] | 3% | 1% | 24% | 48% |     |    |    |    |     |     |

### Resultado
Segundo o Tribunal Superior Eleitoral foram apurados 3.525.302 votos nominais.
| Candidato (a)          | 1.º turno 4 de outubro de 1998 | 1.º turno 4 de outubro de 1998 |
| Candidato (a)          | Votação                        | Votação                        |
| Candidato (a)          | Total                          | %                              |
| ---------------------- | ------------------------------ | ------------------------------ |
| Paulo Souto (PFL)      | 2.581.903                      | 73,24%                         |
| Daniel Almeida (PCdoB) | 559.214                        | 15,86%                         |
| Murilo Leite (PSDB)    | 301.307                        | 8,55%                          |
| Narciso Santos (PRONA) | 82.878                         | 2,35%                          |
| Total de votos válidos | 3.525.302                      | 44,44%                         |
| → Votos em branco      | 968.791                        | 27,48%                         |
| → Votos nulos          | 912.329                        | 25,88%                         |
| Total                  | 5.406.422                      | 68,16%                         |
| Abstenções             | 2.525.806                      | 31,84%                         |
| Total de inscritos     | 7.932.228                      | 100%                           |

## Deputados federais eleitos
São relacionados os candidatos eleitos com informações complementares da Câmara dos Deputados.
| Deputados Federais eleitos na Bahia em 1998 | Deputados Federais eleitos na Bahia em 1998 | Deputados Federais eleitos na Bahia em 1998 | Deputados Federais eleitos na Bahia em 1998 | Deputados Federais eleitos na Bahia em 1998 | Deputados Federais eleitos na Bahia em 1998 |
| Candidato (a)                               | Partido                                     | N.º Eleitoral                               | Votos                                       | %                                           | Origem                                      |
| ------------------------------------------- | ------------------------------------------- | ------------------------------------------- | ------------------------------------------- | ------------------------------------------- | ------------------------------------------- |
| Paulo Magalhães                             | PFL                                         | 2529                                        | 192.515                                     | 4,64%                                       | Salvador, BA                                |
| Eraldo Tinoco                               | PFL                                         | 2502                                        | 150.195                                     | 3,62%                                       | Ipiaú, BA                                   |
| José Ronaldo                                | PFL                                         | 2570                                        | 149.640                                     | 3,60%                                       | Paripiranga, BA                             |
| Geddel Vieira Lima                          | PMDB                                        | 1518                                        | 118.880                                     | 2,86%                                       | Salvador, BA                                |
| Jairo Azi                                   | PFL                                         | 2590                                        | 114.128                                     | 2,75%                                       | Lamarão, BA                                 |
| Félix Mendonça                              | PTB                                         | 1490                                        | 113.685                                     | 2,74%                                       | Conceição do Almeida, BA                    |
| Nelson Pelegrino                            | PT                                          | 1346                                        | 109.628                                     | 2,64%                                       | Salvador, BA                                |
| José Carlos Aleluia                         | PFL                                         | 2555                                        | 102.874                                     | 2,48%                                       | Salvador, BA                                |
| José Rocha                                  | PFL                                         | 2525                                        | 93.391                                      | 2,25%                                       | Coribe, BA                                  |
| Pedro Irujo                                 | PMDB                                        | 1555                                        | 92.819                                      | 2,24%                                       | Navarra, ESP                                |
| Benito Gama                                 | PFL                                         | 2519                                        | 92.409                                      | 2,23%                                       | Ituaçu, BA                                  |
| Waldir Pires                                | PT                                          | 1313                                        | 84.031                                      | 2,02%                                       | Acajutiba, BA                               |
| Cláudio Cajado                              | PFL                                         | 2522                                        | 83.114                                      | 2,00%                                       | Salvador, BA                                |
| Jorge Khoury                                | PFL                                         | 2552                                        | 82.349                                      | 1,98%                                       | Juazeiro, BA                                |
| Nilo Coelho                                 | PSDB                                        | 4510                                        | 74.273                                      | 1,79%                                       | Guanambi, BA                                |
| Eujácio Simões                              | PL                                          | 2222                                        | 72.942                                      | 1,76%                                       | Itororó, BA                                 |
| Aroldo Cedraz                               | PFL                                         | 2550                                        | 71.720                                      | 1,73%                                       | Valente, BA                                 |
| Luiz Moreira                                | PFL                                         | 2533                                        | 71.289                                      | 1,72%                                       | Jequié, BA                                  |
| Jonival Lucas Júnior                        | PPB                                         | 1114                                        | 71.172                                      | 1,71%                                       | Sapeaçu, BA                                 |
| Leur Lomanto                                | PFL                                         | 2593                                        | 70.020                                      | 1,69%                                       | Jequié, BA                                  |
| Ursicino Queiroz                            | PFL                                         | 2588                                        | 68.702                                      | 1,66%                                       | Santo Antônio de Jesus, BA                  |
| João Leão                                   | PSDB                                        | 4515                                        | 64.740                                      | 1,56%                                       | Recife, PE                                  |
| Jairo Carneiro                              | PFL                                         | 2515                                        | 62.905                                      | 1,52%                                       | Feira de Santana, BA                        |
| Roland Lavigne                              | PFL                                         | 2521                                        | 58.450                                      | 1,41%                                       | Una, BA                                     |
| Paulo Braga                                 | PFL                                         | 2512                                        | 58.326                                      | 1,41%                                       | Salvador, BA                                |
| Gerson Gabrielli                            | PFL                                         | 2580                                        | 57.354                                      | 1,38%                                       | Salvador, BA                                |
| Manoel Castro                               | PFL                                         | 2503                                        | 53.218                                      | 1,28%                                       | Salvador, BA                                |
| Francistônio Pinto                          | PMDB                                        | 1515                                        | 52.452                                      | 1,26%                                       | Felisburgo, MG                              |
| Jaques Wagner                               | PT                                          | 1330                                        | 51.156                                      | 1,23%                                       | Rio de Janeiro, RJ                          |
| José Lourenço                               | PFL                                         | 2510                                        | 51.010                                      | 1,23%                                       | Porto, PRT                                  |
| Jutahy Magalhães Júnior                     | PSDB                                        | 4545                                        | 46.804                                      | 1,13%                                       | Salvador, BA                                |
| João Almeida                                | PSDB                                        | 4560                                        | 46.011                                      | 1,11%                                       | Brejões, BA                                 |
| Mário Negromonte                            | PSDB                                        | 4511                                        | 45.762                                      | 1,10%                                       | Recife, PE                                  |
| Walter Pinheiro                             | PT                                          | 1310                                        | 45.595                                      | 1,09%                                       | Salvador, BA                                |
| Haroldo Lima                                | PCdoB                                       | 6511                                        | 44.497                                      | 1,07%                                       | Caetité, BA                                 |
| Geraldo Simões                              | PT                                          | 1312                                        | 42.556                                      | 1,03%                                       | Itabuna, BA                                 |
| Jaime Fernandes                             | PFL                                         | 2505                                        | 42.148                                      | 1,02%                                       | Vitória, ES                                 |
| Coriolano Sales                             | PDT                                         | 1234                                        | 41.457                                      | 0,99%                                       | Santa Teresinha, BA                         |
| Saulo Pedrosa                               | PSDB                                        | 4567                                        | 37.569                                      | 0,91%                                       | Barreiras, BA                               |

| Representação Eleita - Câmara dos Depuatdos (Bahia) - 1998 | Representação Eleita - Câmara dos Depuatdos (Bahia) - 1998 | Representação Eleita - Câmara dos Depuatdos (Bahia) - 1998 | Representação Eleita - Câmara dos Depuatdos (Bahia) - 1998 | Representação Eleita - Câmara dos Depuatdos (Bahia) - 1998 |
| Partido                                                    | Cadeiras                                                   | +/- (1994)                                                 | Coligação                                                  | Mais Votado                                                |
| ---------------------------------------------------------- | ---------------------------------------------------------- | ---------------------------------------------------------- | ---------------------------------------------------------- | ---------------------------------------------------------- |
| PFL                                                        | 20                                                         | 4                                                          | Luís Eduardo Magalhães                                     | Paulo Magalhães                                            |
| PSDB                                                       | 6                                                          | 2                                                          | Bahia Unida pelo Povo                                      | Nilo Coelho                                                |
| PT                                                         | 5                                                          | 3                                                          | Frente Popular Dois de Julho                               | Nelson Pelegrino                                           |
| PMDB                                                       | 3                                                          | 3                                                          | Luís Eduardo Magalhães                                     | Geddel Vieira Lima                                         |
| PTB                                                        | 1                                                          | =                                                          | Luís Eduardo Magalhães                                     | Félix Mendonça                                             |
| PPB                                                        | 1                                                          | Não Existia                                                | Luís Eduardo Magalhães                                     | Jonival Lucas Júnior                                       |
| PL                                                         | 1                                                          | 1                                                          | Luís Eduardo Magalhães                                     | Eujácio Simões                                             |
| PDT                                                        | 1                                                          | 2                                                          | Bahia Unida pelo Povo                                      | Coriolano Sales                                            |
| PCdoB                                                      | 1                                                          | =                                                          | Frente Popular Dois de Julho                               | Haroldo Lima                                               |

## Deputados estaduais eleitos
Estavam em jogo 63 vagas na Assembleia Legislativa da Bahia.
| Deputados Estaduais eleitos na Bahia em 1998 | Deputados Estaduais eleitos na Bahia em 1998 | Deputados Estaduais eleitos na Bahia em 1998 | Deputados Estaduais eleitos na Bahia em 1998 | Deputados Estaduais eleitos na Bahia em 1998 | Deputados Estaduais eleitos na Bahia em 1998 |
| Candidato (a)                                | Partido                                      | N.º Eleitoral                                | Votos                                        | %                                            | Origem                                       |
| -------------------------------------------- | -------------------------------------------- | -------------------------------------------- | -------------------------------------------- | -------------------------------------------- | -------------------------------------------- |
| Fábio Souto                                  | PFL                                          | 25110                                        | 112.375                                      | 2,69%                                        | Salvador, BA                                 |
| Carlos Gaban                                 | PFL                                          | 25101                                        | 81.030                                       | 1,94%                                        | Mococa, SP                                   |
| Robério Nunes                                | PFL                                          | 25163                                        | 67.422                                       | 1,61%                                        | Macaúbas, BA                                 |
| Fernando de Fabinho                          | PFL                                          | 25170                                        | 66.931                                       | 1,60%                                        | Santa Bárbara, BA                            |
| Rosa Medrado                                 | PPB                                          | 11630                                        | 66.831                                       | 1,60%                                        | Salvador, BA                                 |
| José Carlos Araújo                           | PFL                                          | 25111                                        | 62.041                                       | 1,48%                                        | Salvador, BA                                 |
| Antônio Rodrigues                            | PFL                                          | 25150                                        | 60.521                                       | 1,45%                                        | Olindina, BA                                 |
| Hélder Almeida de Souza                      | PPB                                          | 11123                                        | 58.959                                       | 1,41%                                        | Salvador, BA                                 |
| Antônio Honorato                             | PTB                                          | 14110                                        | 57.125                                       | 1,37%                                        | Salvador, BA                                 |
| Zelinda Novaes                               | PFL                                          | 25133                                        | 56.802                                       | 1,36%                                        | Iguaí, BA                                    |
| Heraldo Eduardo Rocha                        | PFL                                          | 25155                                        | 56.162                                       | 1,34%                                        | Itaperuna, RJ                                |
| Marcelo Guimarães                            | PL                                           | 22200                                        | 55.431                                       | 1,32%                                        | Salvador, BA                                 |
| Clóvis Ferraz                                | PFL                                          | 25188                                        | 55.218                                       | 1,32%                                        | Tremedal, BA                                 |
| Horácio Matos                                | PL                                           | 22110                                        | 55.170                                       | 1,32%                                        | Piatã, BA                                    |
| Jusmari Oliveira                             | PFL                                          | 25140                                        | 50.682                                       | 1,21%                                        | Pérola d'Oeste, PR                           |
| Vespasiano Santos                            | PFL                                          | 25160                                        | 46.862                                       | 1,12%                                        | Vitória da Conquista, BA                     |
| Sônia Fontes                                 | PFL                                          | 25198                                        | 46.157                                       | 1,10%                                        | Salvador, BA                                 |
| Reinaldo Braga                               | PFL                                          | 25115                                        | 42.703                                       | 1,02%                                        | Xique-Xique, BA                              |
| José Nunes Soares                            | PFL                                          | 25145                                        | 41.659                                       | 1,00%                                        | Belém do São Francisco, PE                   |
| Luiz de Deus                                 | PFL                                          | 25118                                        | 41.615                                       | 0,99%                                        | Brejo Grande, BA                             |
| Emério Reseda                                | PFL                                          | 25161                                        | 40.895                                       | 0,98%                                        | Conceição do Coité, BA                       |
| Antônio Fernando                             | PFL                                          | 25102                                        | 40.629                                       | 0,97%                                        | Saúde, BA                                    |
| Edmon Lucas                                  | PFL                                          | 25190                                        | 40.245                                       | 0,96%                                        | Itajuípe, BA                                 |
| Gildásio Penedo Filho                        | PFL                                          | 25166                                        | 38.616                                       | 0,92%                                        | Salvador, BA                                 |
| Lídice da Mata                               | PSB                                          | 40145                                        | 38.606                                       | 0,92%                                        | Cachoeira, BA                                |
| Paulo Câmara                                 | PFL                                          | 25125                                        | 38.350                                       | 0,92%                                        | Itabuna, BA                                  |
| Osvaldo Souza                                | PFL                                          | 25104                                        | 35.537                                       | 0,85%                                        | Itiruçu, BA                                  |
| Pedro Alcântara                              | PL                                           | 22222                                        | 34.989                                       | 0,84%                                        | Campo Alegre de Lourdes, BA                  |
| João Bonfim                                  | PTB                                          | 14118                                        | 32.506                                       | 0,78%                                        | Brumado, BA                                  |
| Herculano Menezes                            | PPB                                          | 11111                                        | 32.159                                       | 0,77%                                        | Campo Formoso, BA                            |
| Luciano Simões                               | PSC                                          | 20111                                        | 31.634                                       | 0,76%                                        | Salvador, BA                                 |
| Dr. Gérson de Deus                           | PFL                                          | 25103                                        | 31.215                                       | 0,75%                                        | Sapeaçu, BA                                  |
| Paulo Carneiro                               | PPB                                          | 11101                                        | 31.017                                       | 0,74%                                        | Salvador, BA                                 |
| Rubém Carneiro                               | PL                                           | 22112                                        | 29.607                                       | 0,71%                                        | Serrinha, BA                                 |
| Fernando Andrade                             | PFL                                          | 25119                                        | 29.023                                       | 0,69%                                        | Cícero Dantas, BA                            |
| Tarcízio Pimenta                             | PTB                                          | 14114                                        | 28.951                                       | 0,69%                                        | Feira de Santana, BA                         |
| Nelson Leal                                  | PTB                                          | 14116                                        | 28.703                                       | 0,69%                                        | Salvador, BA                                 |
| Aderbal Caldas                               | PTB                                          | 14140                                        | 28.542                                       | 0,68%                                        | Itapicuru, BA                                |
| Alice Portugal                               | PCdoB                                        | 65222                                        | 27.675                                       | 0,66%                                        | Salvador, BA                                 |
| Marcelo Nilo                                 | PSDB                                         | 45110                                        | 27.657                                       | 0,66%                                        | Antas, BA                                    |
| João Henrique Carneiro                       | PDT                                          | 12345                                        | 26.207                                       | 0,63%                                        | Feira de Santana, BA                         |
| Raimundo Nonato                              | PPB                                          | 11122                                        | 26.011                                       | 0,62%                                        | Amargosa, BA                                 |
| Jânio Natal                                  | PPB                                          | 11234                                        | 25.172                                       | 0,60%                                        | Belmonte, BA                                 |
| Jurandy Oliveira                             | PSC                                          | 20147                                        | 22.856                                       | 0,55%                                        | Ipirá, BA                                    |
| Targino Machado                              | PMDB                                         | 15111                                        | 22.208                                       | 0,53%                                        | Salvador, BA                                 |
| Wilsinho Brito                               | PSDB                                         | 45789                                        | 22.135                                       | 0,53%                                        | Prado, BA                                    |
| Pastor José de Arimatéia                     | PMDB                                         | 15114                                        | 21.936                                       | 0,52%                                        | Alexandria, RN                               |
| Eliel Santana                                | PSB                                          | 40133                                        | 21.365                                       | 0,51%                                        | Estância, SE                                 |
| Renato Costa                                 | PSB                                          | 40101                                        | 20.985                                       | 0,50%                                        | Itiruçu, BA                                  |
| Júnior Dape                                  | PMDB                                         | 15190                                        | 19.963                                       | 0,48%                                        | Campos dos Goytacazes, RJ                    |
| Michel Hagge                                 | PMDB                                         | 15154                                        | 19.562                                       | 0,47%                                        | Salvador, BA                                 |
| Moema Gramacho                               | PT                                           | 13166                                        | 19.203                                       | 0,46%                                        | Salvador, BA                                 |
| Arthur Oliveira Maia                         | PSDB                                         | 45111                                        | 18.843                                       | 0,45%                                        | Salvador, BA                                 |
| Zilton Rocha                                 | PT                                           | 13100                                        | 18.730                                       | 0,45%                                        | Nova Canaã                                   |
| Edson Duarte                                 | PV                                           | 43143                                        | 18.132                                       | 0,43%                                        | Juazeiro, BA                                 |
| Joroastro Espínola (Zoro)                    | PSC                                          | 20144                                        | 17.439                                       | 0,42%                                        | Juazeiro, BA                                 |
| Zé das Virgens                               | PT                                           | 13199                                        | 17.339                                       | 0,41%                                        | São Gabriel                                  |
| Yulo Oiticica                                | PT                                           | 13234                                        | 16.922                                       | 0,40%                                        | Salvador, BA                                 |
| Paulo Jackson                                | PT                                           | 13132                                        | 16.187                                       | 0,39%                                        | Caetité, BA                                  |
| Luiz Carlos Bassuma                          | PT                                           | 13133                                        | 15.897                                       | 0,38%                                        | Curitiba, PR                                 |
| Paulo Cézar Simões                           | PTdoB                                        | 70123                                        | 15.753                                       | 0,38%                                        | Alagoinhas, BA                               |
| Rui Macedo                                   | PSDB                                         | 45245                                        | 14.749                                       | 0,35%                                        | Andaraí, BA                                  |
| Capitão Tadeu Fernandes                      | PSB                                          | 40140                                        | 14.451                                       | 0,35%                                        | Salvador, BA                                 |

| Representação Eleita - Assembleia Legislativa da Bahia - 1998 | Representação Eleita - Assembleia Legislativa da Bahia - 1998 | Representação Eleita - Assembleia Legislativa da Bahia - 1998 | Representação Eleita - Assembleia Legislativa da Bahia - 1998 | Representação Eleita - Assembleia Legislativa da Bahia - 1998 |
| Partido                                                       | Cadeiras                                                      | +/- (1994)                                                    | Coligação                                                     | Mais Votado                                                   |
| ------------------------------------------------------------- | ------------------------------------------------------------- | ------------------------------------------------------------- | ------------------------------------------------------------- | ------------------------------------------------------------- |
| PFL                                                           | 23                                                            | 4                                                             | Luís Eduardo Magalhães                                        | Fábio Souto                                                   |
| PPB                                                           | 6                                                             | Não Existia                                                   | Luís Eduardo Magalhães                                        | Rosa Medrado                                                  |
| PT                                                            | 6                                                             | 1                                                             | Frente Popular Dois de Julho                                  | Moema Gramacho                                                |
| PTB                                                           | 5                                                             | 1                                                             | Luís Eduardo Magalhães                                        | Antônio Honorato                                              |
| PSDB                                                          | 4                                                             | 3                                                             | Bahia Unida pelo Povo                                         | Wilsinho Brito                                                |
| PL                                                            | 4                                                             | 3                                                             | Luís Eduardo Magalhães                                        | Marcelo Guimarães                                             |
| PSB                                                           | 4                                                             | 3                                                             | Bahia Unida pelo Povo                                         | Lídice da Mata                                                |
| PMDB                                                          | 4                                                             | 5                                                             | Luís Eduardo Magalhães                                        | Targino Machado                                               |
| PSC                                                           | 3                                                             | 3                                                             | Luís Eduardo Magalhães                                        | Luciano Simões                                                |
| PDT                                                           | 1                                                             | 3                                                             | Bahia Unida pelo Povo                                         | João Henrique Carneiro                                        |
| PV                                                            | 1                                                             | 1                                                             | Bahia Unida pelo Povo                                         | Edson Duarte                                                  |
| PTdoB                                                         | 1                                                             | 1                                                             | Luís Eduardo Magalhães                                        | Paulo Cézar Simões                                            |
| PCdoB                                                         | 1                                                             | =                                                             | Frente Popular Dois de Julho                                  | Alice Portugal                                                |